# Bonete
Bonete – gmina w Hiszpanii, w prowincji Albacete, w Kastylii-La Mancha, o powierzchni 125,06 km². W 2011 roku gmina liczyła 1225 mieszkańców.